# Palazzo Vladimirskij
Il Palazzo di Vladimiro (in russo Влади́мирский дворе́ц?, Vladimirskij dvorec) fu l'ultimo palazzo imperiale costruito a San Pietroburgo, in Russia. Fu progettato da una squadra di architetti (Vasilij Kenel', Aleksandr Rezanov, Andrei Huhn, Ieronim Kitner, Vladimir Šreter) per il figlio di Alessandro II di Russia, il granduca Vladimir Aleksandrovič Romanov. 

## Storia e descrizione

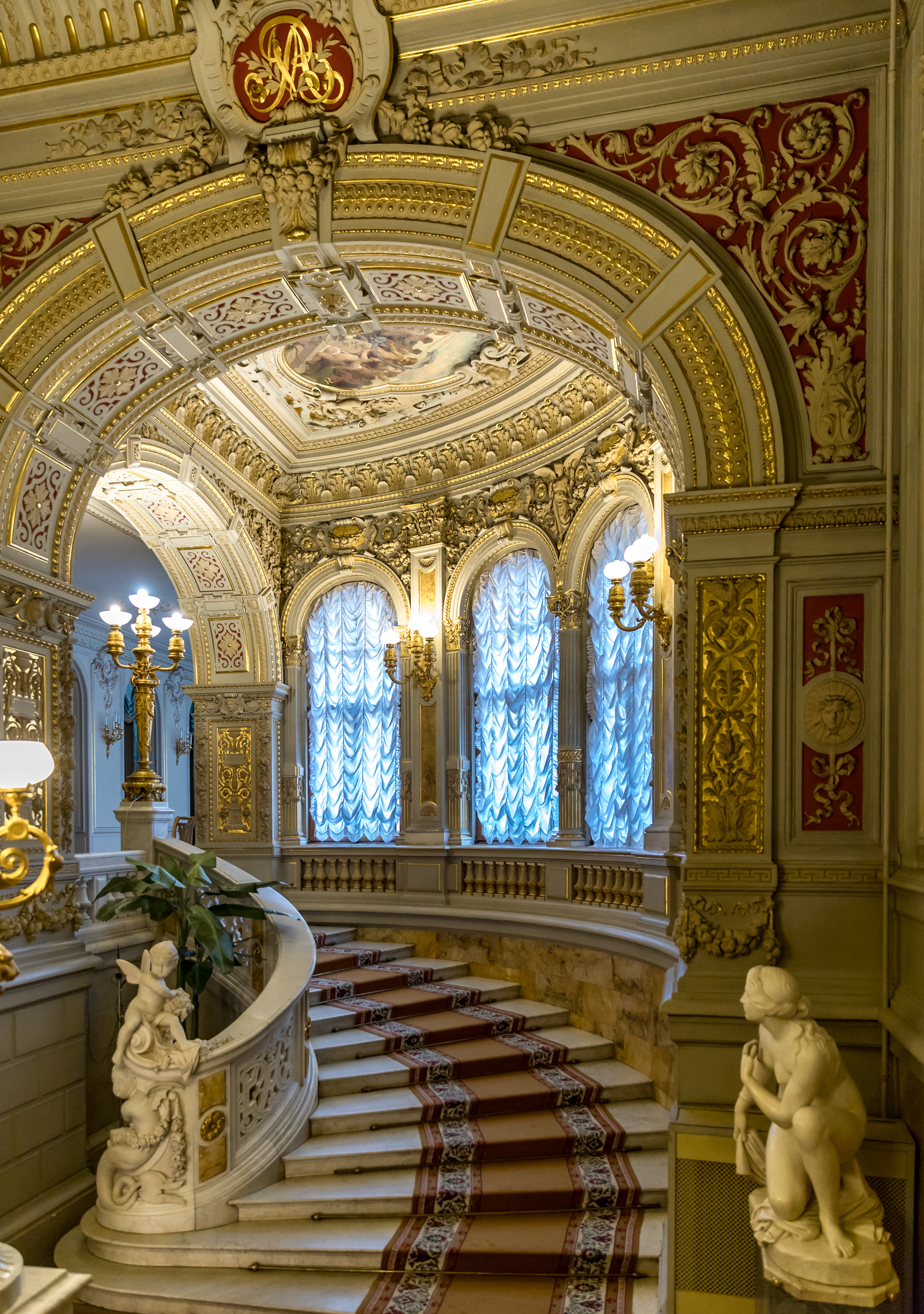
Lo Scalone d'onore.

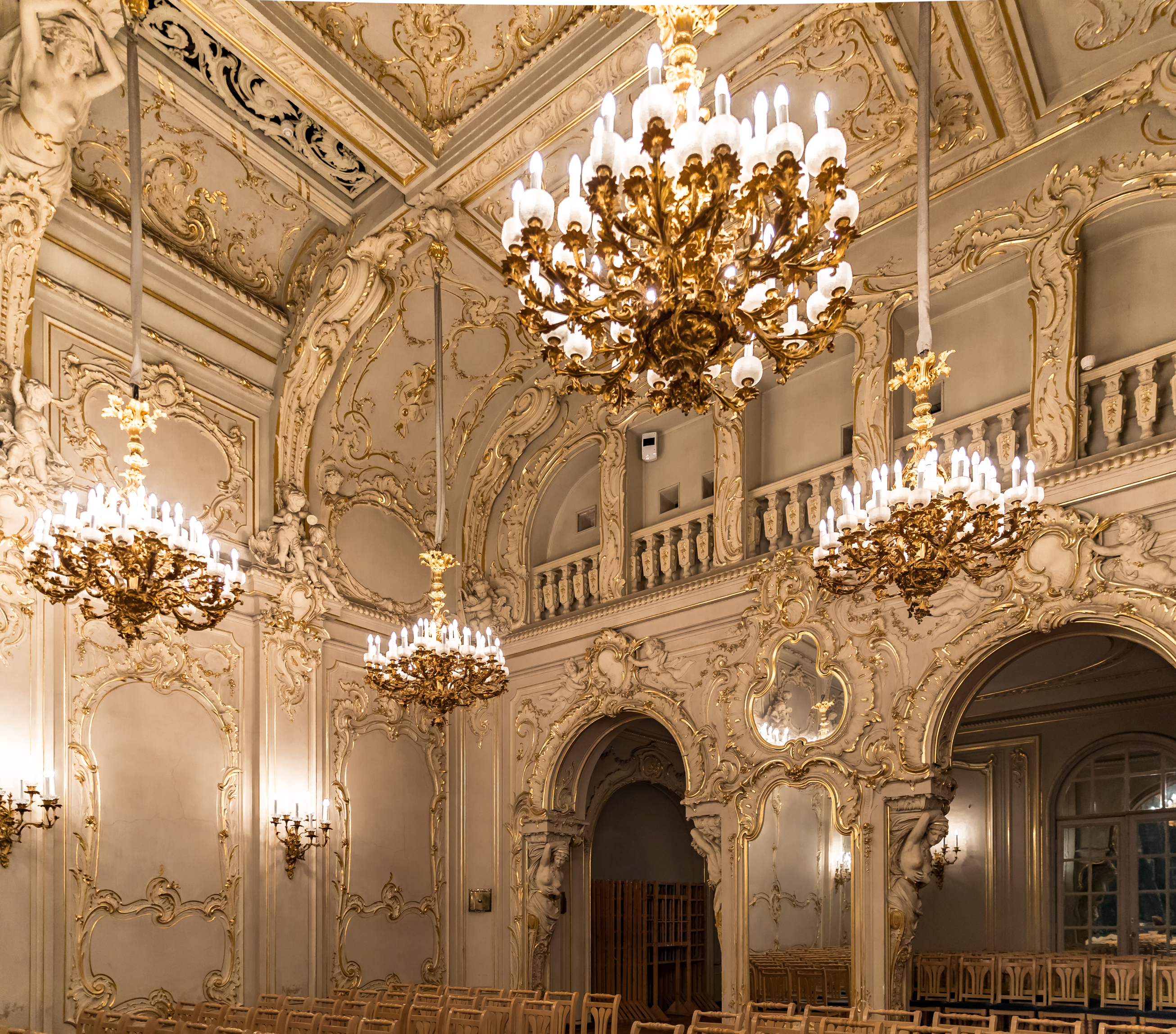
La Sala bianca

Costruito tra il 1867 ed il 1872, come il Palazzo d'Inverno ed il Palazzo di Marmo, fronteggia il Lungoneva del Palazzo e la sua facciata che si rispecchia sulla Neva venne subito molto apprezzata dall'aristocrazia russa. La facciata, riccamente ornata con stucchi rustici, era modellata sui palazzi fiorentini progettati da Leon Battista Alberti: il portico principale è in arenaria di Brema ornato con i grifoni, trofei e lanterne di ghisa, mentre altri particolari decorativi sono realizzati in cemento Portland. 
Il corpo principale del palazzo e le sue ali contengono circa 360 stanze, interamente decorate in vari stili storicistici: neorinascimentale (ingresso e sala da conversazione), neogotico (sala da pranzo), revival russo (sala della quercia), rococò (sala bianca), neobizantino (studio), Luigi XIV, vari stili orientali e così via. Queste decorazioni interne, ulteriormente accresciute da Maximilian Messmacher tra il 1880 ed il 1892, sono considerate il maggior tributo del XIX secolo allo storicismo. 
Dopo la Rivoluzione d'Ottobre, il palazzo venne trasformato nella sede dell'Accademia, che poi prese il nome di Maksim Gor'kij e così i suoi interni si conservarono meglio che molte altre dimore imperiali, e molte decorazioni maiolicate e svariati particolari architettonici interni si sono mantenuti inalterati. Ugualmente venne preservata gran parte della collezione del granduca Vladimir di porcellane della fine del XIX secolo, la maggior delle quali create dalla Imperiale fabbrica di Porcellana e dipinte o decorate dai suoi artisti principali. La collezione si è ampliata con interessanti pezzi del primo periodo sovietico, con ritratti di Fëdor Ivanovič Šaljapin e Vaclav Fomič Nižinskij, e vasi e servizi da pranzo ispirati al costruttivismo.